# Sint-Vincentiusinstituut

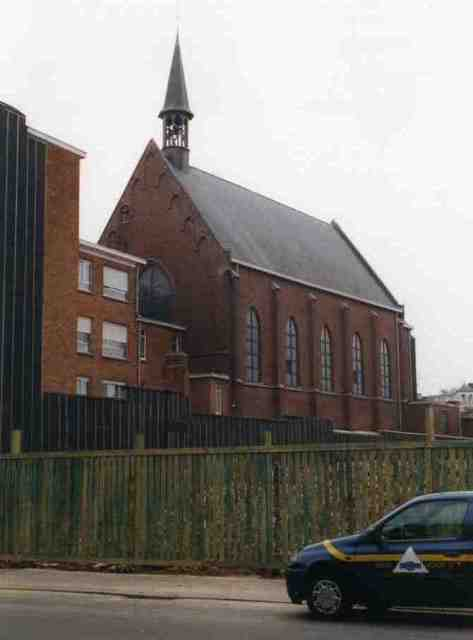
Kapel van het Sint-Vincentiusinstituut

Het Sint-Vincentiusinstituut is een klooster- en scholencomplex in de Oost-Vlaamse stad Dendermonde, gelegen aan Kerkstraat 95-97.

## Geschiedenis
De Zusters van Sint-Vincentius, afkomstig van Deinze, kochten in 1856 het in de Kerkstraat gelegen Maison de Pensions, toen een kostschool voor lager onderwijs voor meisjes. Dit ging Sint-Vincentiusinstituut heten en breidde zich gestadig uit. Vanaf 1894 werd ook middelbaar onderwijs verzorgd en in 1898 kwam er een opleiding voor kleuterleidsters. In 1920 volgde een technische opleiding.
De kapel, gebouwd in 1862, werd in 1901-1902 door een grotere vervangen naar ontwerp van Alexis Sterck. Aan de door de Duitse bezetter in 1914 veroorzaakte brand ontsnapte de kapel op -naar verluidt- wonderbaarlijke wijze door tussenkomst van Maria, waar een Mariaschrijn aan de straatzijde van de kapel aan herinnert.
In 1922 en ook in 1931 werd de voorgevel aan de straatzijde gewijzigd en in 1923 werd ook het gebouw van de Rijksmiddelbare Jongensschool in de aanpalende Prudens Van Duysestraat aangekocht en in het reeds bestaande scholencomplex geïntegreerd.

## Gebouw
Kerkstraat 95 is een huis in art decostijl uit 1929. Daarnaast vindt men het hoofdgebouw in neoclassicistische stijl op Kerkstraat 97.
De bakstenen kapel van 1901-1902 is in neogotische stijl. Hij heeft een rechthoekige plattegrond met vijfzijdige koorsluiting. De kapel was lange tijd ingesloten door de klooster- en schoolgebouwen en de gebouwen van het voormalige Onze-Lieve-Vrouw van Troostziekenhuis. Sloop van een aantal van deze gebouwen leidde ertoe dat de kapel weer een vrijstaand karakter kreeg. De sobere kapel is voorzien van een achthoekig klokkenruitertje.